# Zhang Yang
Zhang Yang (en chino tradicional, 張揚; en chino simplificado, 张扬; pinyin, Zhāng Yáng) (1967) es un actor, guionista y director de cine chino. En el año 1992 se gradúa en la Escuela Central de Teatro. Por la película Xizao (traducida como La ducha o El baño) recibe la Concha de Plata al mejor director del Festival de Cine de San Sebastián. En el año 2005 consigue el mismo galardón con Xiang ri kui (Sunflower).

## Filmografía
- 2017. Soul on a string
- 2015. Paths of the Soul
- 2012. Fei yue lao ren yuan (director y guionista)
- 2010. Wu ren jia shi (director)
- 2007. Luo ye gui gen (director y guionista)
- 2005. Xiang ri kui (director y guionista)
- 2002. Kaiwang chuntian de ditie (actor)
- 2001. Zuotian (director y guionista)
- 1999. Xizao (director y guionista)
- 1997. Aiqing mala tang (director y guionista)
- 1994. Wing Chun (actor)

## Premios y distinciones
Festival Internacional de Cine de Venecia
| Año  | Categoría     | Película | Resultado |
| ---- | ------------- | -------- | --------- |
| 2001 | Premio Netpac | Quitting | Ganador   |

Festival Internacional de Cine de San Sebastián
| Año  | Categoría                         | Película | Resultado |
| ---- | --------------------------------- | -------- | --------- |
| 1999 | Concha de Plata al mejor Director | La ducha | Ganador   |
| 1999 | Premio OCIC                       | La ducha | Ganador   |